# Anton Henrik Ridderstedt
Anton Henrik Ridderstedt, född 27 oktober 1835 i Vederslövs församling i Kronobergs län, död 13 december 1883 på Rosenlund i Ljungarums församling i Jönköpings län, var en svensk ingenjör.
Anton Henrik Ridderstedt var son till kaptenen Jakob Gustaf Ridderstedt och Malvina Maria Matilda af Chapman. Han tillhörde den adliga ätten Ridderstedt, som utdog med Anton Henrik Ridderstedts dotter 1954.
Efter studier vid läroverket i Jönköping 1850–1854 och vid Teknologiska institutet i Stockholm 1854–1857 utexaminerades han från dess fackskola för maskinbyggnadskonst och mekanisk teknologi. Han var elev vid statens järnvägsbyggnationer 1857–1858 och nivellör där 1858–1870 med två år som tillförordnad stationsingenjör. Han var ingenjör vid Rosendals fabriker utanför Göteborg 1870–1872.
Därefter blev han arbetschef vid Nora-Karlskoga järnvägsbyggnationer 1872–1873. Han var entreprenör för Ringshytte järnvägsbyggnationer och gjorde enskilda järnvägsundersökningar 1873–1875. Ridderstedt utförde för Bergenbanan i Norge undersökningar genom Hallingdal, Uste- och Finsedalarna samt för Vissebanan undersökningar av järnvägen Bergen–Voss 1875–1877. Vidare arbetade han med terrängmätningar och kartläggningar i Sverige 1878–1879. Slutligen var han ingenjör vid J.E. Eriksons mekaniska verkstad i Stockholm 1879–1883.
Han var ledamot av Svenska Teknologföreningen 1874–1883.
Anton Henrik Ridderstedt gifte sig 1866 med Davida Francke (1843–1872), fosterdotter till disponenten David Otto Francke och Amanda Alfson. De fick sex barn: Otto Gustaf H:son Ridderstedt (1866–1870), Hildur von Arbin (1867–1946), gift med ryttmästaren Axel Gustaf von Arbin, Wendela Helin (1869–1948), gift med majoren David Helin (deras son: Bo Demitz-Helin), Carl-Henrik Ridderstedt (1870–1922), ingenjör i USA, Elsa Gardtman (1871–1954), gift med överste Hjalmar Gardtman, och Davida Ridderstedt (1872, död samma år).